# Luna E–3–1
A Luna E–3–1 jelzésű szovjet űrszonda, a Luna-program, a Hold-program részeként készült.

## Küldetés
Tervezett feladat a Hold megközelítése, felületének fényképezése, a kozmikus sugárzás, a napszél, a mikrometeoritok, az interplanetáris anyag és a Hold mágneses terének vizsgálata.

## Jellemzői
Építette és üzemeltette az OKB–1 (oroszul: Особое конструкторское бюро №1, ОКБ-1).
Az 1960. április 15-én a Bajkonuri űrrepülőtér indítóállomásról egy háromlépcsős R–7 Szemjorka típusú interkontinentális rakétából továbbfejlesztett, Vostok–2 (8K72) típusú hordozórakétával, közvetlen felemelkedéssel elérve a szökési sebességet tervezték pályára állítani. A hajtóművek üzemidejével, teljesítményével nem sikerült a szökési sebességet elérni, ezért pályájának csúcspontjáról, 200 000 kilométer távolságból visszazuhanva április 16-án a Föld légkörében elégett.

## Külső hivatkozások
- Luna E–3–1. zarya.info. [2022. július 1-i dátummal az eredetiből archiválva]. (Hozzáférés: 2013. január 11.)
- Luna E–3–1. zarya.info. [2013. október 13-i dátummal az eredetiből archiválva]. (Hozzáférés: 2013. január 11.)

| Elődje: Luna–3 | Luna-program 1960–1963 | Utódja: Luna E–3–2 |